# Врабац (ваздухопловна једрилица)
Врабац је клизач за основну обуку пилота мешовите конструкције (претежно дрво и платно) с подтрупном скијом за слетање, који је конструисао инжењер Иво Шоштарић 1939. године.

## Пројектовање и развој
Шоштарић је на конструкцију Врапца био подстакнут великим успехом немачког клизача типа Цеглинг. За разлику од Цеглинга, Врабац није имао затеге и централну пирамиду, већ су му крила била подупрта упорницама. Као и свака друга новотарија и ова је имала много противника који су тврдили да су дрвене упорнице сувише круте и да ће у експлоатацији то доводити до честих ломова. Међутим, ова оригинална Шоштарићева замисао у пракси се показала као боље решење од централне пирамиде.
Током испитивања у Вршцу Врабац је показао далеко боље летне особине не само од немачког узора већ и од пољске Вроне (пољ. Wrona - Врана). Исте године почела је серијска производња 15 комада у две верзије — А и Б, тако да је то прва серијски грађена једрилица у Србији.

### Технички опис
Врабац је клизач састављен од крила, решеткастог трупа и репа. Крило је постављено на горњој ивици трупа тако да је ова летелица класификована као висококрилни подупрти моноплан. На почетку трупа, (решеткаста конструкције чије су носеће греде и упорнице између њих од пуног материјала) се налази седиште пилота а на крају вертикални стабилизатор репа. Пилот нема кабину него седи на отвореном. На горњој греди трупа су причвршћени крило и хоризонтални стабилизатор а за доњу греду је причвршћен клизач у облику греде од пуног дрвета. Сви елементи клизача (труп, крило и репне површине) су додатно везани и учвршћени (затегнути) челичним жицама-затезачима.
Крило је правоугаоног облика и има класичну дрвену конструкцију са две рамењаче. Крило је обложено импрегнираним платном а са доње стране ослоњено на труп са по два пара косих дрвених упорница. Управљачки механизам летелице је челичним сајлама повезен са извршним органима кормилима и крилцима. Репне површине су као и крило дрвене конструкције обложене платном.

## Карактеристике
Карактеристике наведене овде се односе на једрилицу Врабац а према изворима
| Финеса      | 1 : 11,7 при брзини 54 km/h |
| Перформансе | - максимална брзина 70 km/h - минимална брзина 42,5 km/h - макс. брзина аеро вуче 70 km/h - макс. брзина витло 60 km/h - минимално пропадање 1,17 m/s при брзини 47 km/h   |
| Димензије   | - размах крила 10,00m - површина крила 15,00m² - виткост 7,00 - аеропрофил крила - макс. оптеречење крила; 11,3 kg/m² - дужина трупа 6,03m - ширина трупа m - висина 2,15m |
| Маса        | - сопствена 90 kg - полетна 170 kg - водени баланс; нема |

## Оперативно коришћење
Ова једрилица-клизач је захваљујући својој јефтиној и простој конструкцији и добрим летним и експлоатационим особинама наишао на широку примену у аероклубовима широм Југославије.
Од 1939. године до почетка Априлског рата у Утви је произведено и испоручена 8 клизача "Врабац". После Другог светског рата настављена је њена масовна производња и направљено их је преко 150 комада. Захваљујући једноставној конструкцији, овај клизач рађен је у локалним аероклупским радионицама током зиме да би током лета на њима вршена обука.

## Сачувани примерци
Један примерак Врапца А, произведен у Фабрици авиона "Утва" у Панчеву, изложен је у Музеју ваздухопловства — Београд. Други примерак ове једрилице-клизача се налази окачен на плафон путничког салона аеродрома "Дубровник". Трећи примерак је окачен на плафон путничког салона аеродрома Брник.

## Земље које су користиле ову једрилицу
- Југославија

## Извор
- Садржај овог чланка је једним делом или у целости преузет са Музеја ваздухопловства Београд. Носилац ауторских права над материјалом је дао дозволу да се исти објави под слободном лиценцом. Доказ о томе се налази на  систему, а број тикета са конкретном дозволом је 2009082810052656.